# Álvaro IV do Congo
Álvaro IV (1610-1636) foi o manicongo do Reino do Congo entre 1 de março de 1631 e 25 de fevereiro de 1636. Ele reinou por um breve período e foi último rei da dinastia de Coulo. 

## Biografia
Nascido aproximadamente em 1610, foi filho do rei D. Álvaro III e irmão de D. Ambrósio. Com a morte prematura de seu pai em 1622, ele e seu irmão não eram elegíveis para a sucessão por serem menores. Com a morte de D. Pedro II e a deposição de D. Garcia I, a casa de Quincanga é deposta e a Casa de Coulo é restaurada sob o reinado de Ambrósio, irmão de Álvaro. Seu irmão foi assassinado em 1631 e ele assumi o trono com uma idade bem jovem.
Em 1633, D. Daniel da Silva, duque de Umbamba, nomeado pelo rei Ambrósio, e tio do soberano, encaminhou-se à capital de São Salvador com 12.000 homens sob o pretexto de proteger o seu sobrinho dos estrangeiros.[carece de fontes?] O rei fugiu com seus protetores que travaram uma batalha campal contra as forças de Da Silva. Os irmãos da família Luqueni, D. Álvaro e D. Garcia, vencem o conspirador ferido por uma flecha. O rei recompensa seus dois fiéis, o mais velho D. Álvaro Ancanga torna-se duque de Umbamba e o mais jovem D. Garcia Nimi, marquês de Quiva, na fronteira do Soyo. D. Álvaro IV foi deposto e provavelmente morreu envenenado em 25 de fevereiro de 1636. Álvaro V, seu meio-irmão primo dos irmãos Luqueni, sobe ao trono, pondo fim ao reinado de Casa de Coulo em favor de Casa de Quimpanzo.   